# クールディマンシュ
クールディマンシュ（Courdimanche）は、フランス、イル＝ド＝フランス地域圏、ヴァル＝ドワーズ県のコミューン。

## 歴史
クールディマンシュの名はラテン語のcuria、または領主の荘園を意味するcurtis dominicaに由来する。
2009年、国家憲兵隊の設置作業中、クールディマンシュにてガロ＝ローマ時代の遺構が発掘された。
12世紀、百年戦争の間にイングランドから村を守るためにクールディマンシュに要塞が築かれた。しかし、1433年にイングランド軍に略奪にあい、ヴォレアル、ピュイズー＝ポントワーズと共に燃やされた。

## 交通
■A線セルジー・ル・オー駅